# Tunten lügen nicht
Tunten lügen nicht ist ein Dokumentarfilm von Rosa von Praunheim aus dem Jahr 2002.

## Inhalt
Vier junge Männer erfinden sich als „Polit-Tunten“ und machen Bühnen-Shows, Charity-Veranstaltungen sowie politische Aktionen in der queeren Community in Berlin und darüber hinaus. Extravagante Lebensstile prägen die Protagonisten, die aber zugleich mit ihren Auftritten einen Gegenpol schaffen wollen zu primär auf Glamour und Unterhaltung ausgerichteten Drag-Shows.

## Notizen
Der Film feierte 2002 seine Uraufführung bei den Internationalen Filmfestspielen von Berlin und wurde unter anderem im selben Jahr beim Frameline Filmfestival in San Francisco und beim Pink Apple Filmfestival in Zürich gezeigt. Im Fernsehen wurde Tunten lügen nicht erstmals 2002 im NDR ausgestrahlt.

## Rezeption
Mit Sicherheit am überraschendsten war das positive Urteil des Deutschen Kinder- und Jugendfilmzentrums: „Tunten lügen nicht ist kein trockener Dokumentarfilm mit Aufklärungs-Ambitionen, sondern eine schrillbunte Show, da es sich bei den vier Porträtierten um hochkarätige Entertainer handelt.“ Der Standard äußerte sich ebenfalls positiv, nahm aber eine ganz andere Beurteilung vor: „Wer glamourösen Schnickschnack erwartet, wird von dieser Dokumentation eher enttäuscht sein – wer vier Menschen kennenlernen möchte, die etwas zu vermitteln haben, wird berührt sein.“ Die Zeitschrift Prisma hob die pädagogische und emanzipatorische Absicht des Films hervor: „Ichgola Androgyn, Bev StroganoV, Tima die Göttliche. Sie selbst nennen sich ‚Tunten‘ und tragen so dazu bei, dass diese Bezeichnung als Schimpfwort bald nicht mehr taugen wird.“ Die Kritiker von Film.at sahen in der Dokumentation „ein vielschichtiges und schillerndes Porträt einer Wahlfamilie mit Mut zu Kompliziertheit und Konflikt.“ Das Box Magazin brachte seine Wertung in einem DVD-Tipp unter: „Als amüsantes und zudem nachdenklich machendes Zeitdokument darf die DVD in keiner Sammlung einer gepflegten Tunte fehlen.“ Cinema sah ein „lebendiges Porträt der Gay-Szene“ und resümierte: „Tunten langweilen nicht: Doku mit Pep.“ Das Queer-Referat der Aachener Hochschulen meinte: „Ein empfehlenswertes Stück queerer Filmgeschichte, wenn Mensch bereit ist, sich mit (vermeintlich) fremden Lebenswelten auseinanderzusetzen.“  Die queere Zeitschrift Siegessäule schrieb 2024 anlässlich einer Aufführung des Films in der Berliner Volksbühne am Rosa-Luxemburg-Platz, dass Rosa von Praunheims filmische Liebeserklärung an die Tunten-Kultur ein noch immer berührender Film sei.

## Auszeichnungen
- 2002: Nominierung für die Auszeichnung „Bester Film“ beim Torino International Gay & Lesbian Film Festival[13]